# Carga en tándem

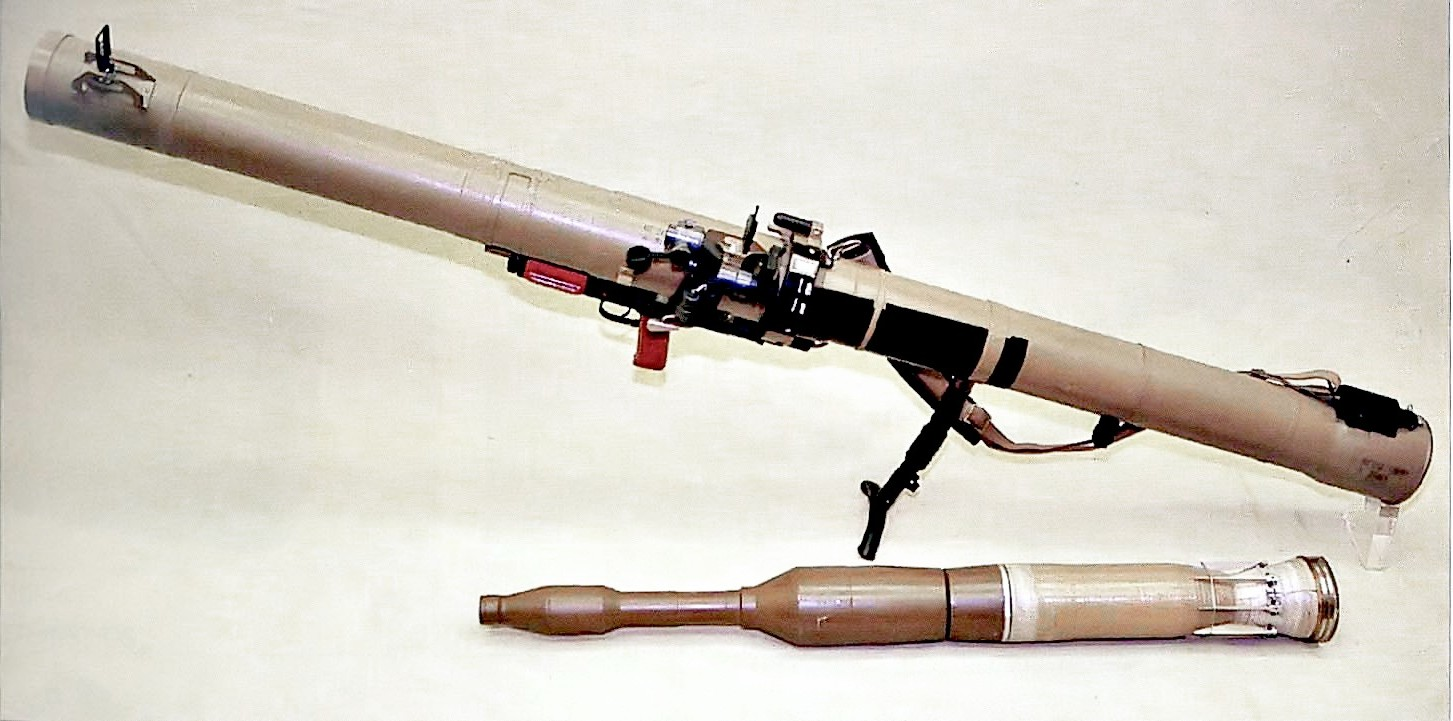
Un RPG-29 y su cohete PG-29V con una ojiva de carga en tándem

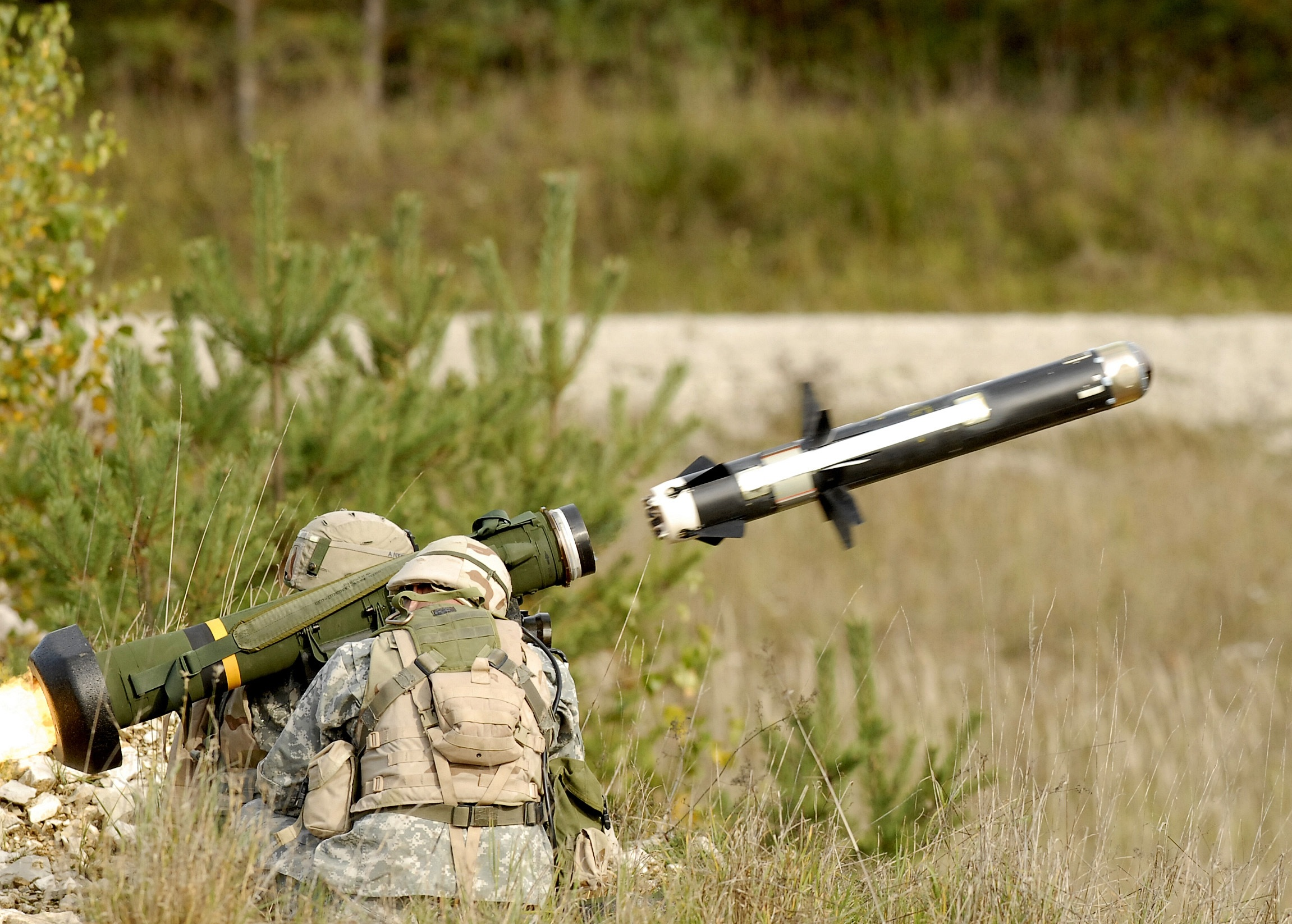
El misil autoguiado FGM-148 Javelin tiene una ojiva de carga en tándem.

Un arma con carga en tándem es un dispositivo explosivo o proyectil que tiene dos o más fases de detonación. Es eficaz contra el blindaje jaula y el blindaje reactivo, que está diseñado para proteger a un vehículo blindado de combate (en su mayor parte tanques) frente a armamento antitanque. La primera fase activa el blindaje reactivo del blanco, limitando la efectividad del ataque. Sin embargo, aunque el blindaje reactivo haya protegido al vehículo de un primer ataque, dicho blindaje ya no es "reactivo" en el lugar donde se ha producido el impacto (ya que este tipo de blindaje es principalmente una solución que protege al vehículo una única vez), que se queda más vulnerable. La segunda detonación de este mismo proyectil (motivo por el que se define como carga en tándem) ataca el mismo lugar donde se ha producido la primera detonación y donde el blindaje ha quedado desprotegido. Como las placas de blindaje utilizadas habitualmente son la única defensa con la que cuenta el vehículo, es más probable que la carga en tándem (segunda detonación) perfore el blindaje.
La ojiva del cohete PG-7VR utilizado en el lanzacohetes RPG-7 y el más moderno RPG-29 son ejemplos de armas con cargas en tándem. Asimismo, muchos misiles estadounidenses utilizan cargas en tándem, ya que fueron diseñados durante la Guerra Fría para luchar contra tanques soviéticos que solían llevar blindaje reactivo. Entre los misiles estadounidenses que utilizan cargas en tándem están el BGM-71 TOW y el Hellfire.